# حزب الإصلاح التقدمي
حزب الإصلاح التقدمي (بالبرتغالية: Partido Progressista Reformador) كان حزبًا برازيليًا من يمين الوسط، تشكل من اندماج الحزب الاشتراكي الديمقراطي والحزب الديمقراطي المسيحي في عام 1993. بعد ذلك بعامين، شكل الحزب، إلى جانب الحزب التقدمي، حزبًا جديدًا يسمى الحزب التقدمي البرازيلي. كان زعيم الحزب هو إسبريدياو أمين، الحاكم السابق لسانتا كاتارينا في 1983-1987.